# 湯澤尚史
湯澤 尚史（ゆざわ まさふみ、1971年2月12日 - ）は、日本の経営者。ユキグニファクトリー株式会社（旧･株式会社雪国まいたけ）代表取締役社長。新潟県出身。

## 人物・経歴
1971年新潟県生まれ。1995年3月千葉商科大学商経学部卒業。同年4月株式会社雪国まいたけ（現･ユキグニファクトリー株式会社）入社。2010年6月執行役員東京営業所長兼三課課長、2014年9月営業本部副本部長、2014年10月執行役員事業企画室長、2015年3月株式会社雪国まいたけ退社。2015年4月八海醸造株式会社執行役員経営企画室室長、2016年6月八海醸造株式会社退社。2016年7月株式会社雪国まいたけ（現･ユキグニファクトリー株式会社）常務執行役員営業本部本部長、2021年6月取締役常務執行役員営業本部本部長、2022年4月代表取締役社長就任。